# Retablos de la Iglesia de Santa Eufemia (Orense)
Los retablos de la Iglesia de Santa Eufemia son un conjunto de obras anónimas realizadas entre los siglos xvii y xx. Están ubicados en la Iglesia de Santa Eufemia de Orense (Galicia, España).

## Historia
Hay constancia de que en 1767 la Compañía de Jesús, orden que ocupó el templo hasta su expulsión del Imperio español ese mismo año, contaba con un altar mayor improvisado con imágenes de la Inmaculada Concepción y San Ignacio de Loyola más seis capillas «en funcionamiento apresurado», entre ellas una dedicada a Nuestra Señora de los Dolores y otra a San Francisco Javier, cada una con su talla correspondiente,: 604  por lo que es probable que las imágenes de San Ignacio de Loyola y San Francisco Javier, junto con la talla de la Dolorosa y el retablo que la cobijaba, se correspondan con las piezas hoy conservadas. En cuanto al resto de imágenes, la mayoría son de factura mucho más reciente y de poca calidad, caso similar al de los retablos aunque no idéntico ya que uno de ellos podría estar fechado en el último tercio del siglo xvii, si bien ninguno destaca por su mérito artístico.: 424 
Gracias a diversas referencias orales se conoce que hacia 1970 se desmantelaron los retablos que ocupaban los tramos de las naves laterales más próximas a la entrada, cuyos restos se hallan almacenados actualmente en las tribunas junto con varias imágenes retiradas del culto, entre ellas dos ángeles arrodillados; una imagen de una mártir que probablemente representa a la hoy patrona del templo, Santa Eufemia; una diminuta talla de vestir que por la pose de sus manos, las cuales simulan sostener un paño actualmente perdido, podría representar a Santa Verónica; y cuatro imágenes de plañideras que casi con toda probabilidad formaron parte en su momento del catafalco adquirido en 1863 por la Cofradía de San Roque. Respecto a los retablos, entre los vestigios conservados destacan al menos cuatro mesas de altar, numerosos pilares y diversos ornamentos; uno de estos altares alberga en el frontal el anagrama de la Virgen María circundado por doce estrellas en representación de las doce tribus de Israel, mientras que otro posee numerosas similitudes con el retablo del Sagrado Corazón, ubicado en el crucero. En cuanto al tercer altar, existe la posibilidad de que formase parte, junto con varias de las columnas conservadas, del retablo de San Roque que encargó su cofradía por 1800 reales entre 1871 y 1873.: 424–425  Esta obra, diseñada por Francisco Rey, ejecutada por Laureano Mares y policromada por José y Castor Seara, debía de estar emplazada en el lado del evangelio puesto que hacia 1889, año en que sería repolicromada por Julio Antonio Barro, consta en un libro de fábrica «la techumbre de la parte del mediodía que dice sobre el altar de S. Roque».: 424–425  
Para conocer la historia artística del templo resulta de vital importancia un inventario llevado a cabo en 1983, documento en el que se hace mención a una talla de Santa Filomena hoy en paradero desconocido. Así mismo, en una lista publicada en 2008 por José Ramón Hernández Figueiredo y Ramiro González Cougil figura la existencia de las imágenes de San Agustín, Santa Zita y San Cayetano, también en paradero desconocido, destacando por su parte una talla de la Virgen Milagrosa que por su escaso valor artístico permanece guardada en uno de los salones parroquiales. Por su parte, un inventario de 1920 permite constatar la existencia en ese entonces de la desaparecida imagen de Santa Filomena además de la presencia de una talla de Santa Águeda, igualmente perdida, figurando en este inventario los siguientes altares además del de la capilla mayor: San Benito, San Pascual Bailón, Dolores, San Roque, San Antonio, Sagrada Familia, Purísima Concepción, Santa Lucía y Perpetuo Socorro.: 90–91 : 193 

## Descripción

### Retablos

#### Retablo del Santo Cristo de la Esperanza
Este retablo, el cual funge como retablo mayor, es el único del que se conocen suficientes datos como para trazar una historia acerca de su origen y evolución. En marzo de 1899, con motivo de unas obras destinadas a culminar la cabecera y el transepto de la iglesia, el obispo Pascual Carrascosa ordenó el traslado del actual retablo mayor desde su emplazamiento original: el transepto de la Iglesia de San Francisco. De acuerdo con Doroteo Calonge, esta obra se corresponde con un retablo citado en un libro de fábrica del templo franciscano donde se afirma que la pieza fue creada junto con la imagen que lo preside entre 1770 y 1771.: 429 
El desmontaje del retablo se inició el 2 de abril de 1899, quedando tres días después las piezas ordenadas sobre el pavimento del templo para proceder a su limpieza y posterior traslado a su nueva sede, cuyas dimensiones obligaron a que la obra fuese adaptada. Estas alteraciones fueron notorias ya que era necesario cubrir el testero de la capilla mayor, mucho más grande que el transepto de la iglesia franciscana. La reforma consistió en aumentar el primero de los dos cuerpos de los que se compone en 2,10 metros, debiéndose añadir 1,10 metros al ático así como unas gigantescas columnas corintias a modo de cierre lateral de la composición. Los cambios afectaron también al sagrario, siendo la policromía original, de tonos claros, cambiada por una mucho más oscura especialmente escogida por Carrascosa, quien a mayores dispuso azucenas metálicas en los floreros que coronan los pilares de los extremos por ser esta flor el emblema de la Catedral de Cuenca, su lugar de origen.: 430 
La estructura se compone de basamento, predela, dos cuerpos y ático. La sección central, la cual posee grandes vanos para cobijar tanto el sagrario como la imagen titular, destaca por su gran altura, encontrándose el ático apoyado en un entablamento fuertemente quebrado. Junto con las grandes columnas de los lados, los extremos del segundo cuerpo cuentan con festones, estando la decoración basada en placas y resaltes de estilo barroco (rocalla) y rococó (formas en C y S). Por su parte, la policromía simula un veteado en tonos verdes y granates, si bien la mayor parte de las molduras son doradas.: 430 
Al momento de producirse el traslado las imágenes de San Juan (tal vez San Juan de Capistrano por pertenecer a la orden franciscana) y San Francisco Blanco ocupaban, respectivamente, las hornacinas derecha e izquierda del primer cuerpo, mientras que el segundo cuerpo lo presidía una Dolorosa flanqueada por dos tallas «pequeñas» tal y como consta en un documento conservado en el Archivo Histórico Diocesano de Orense. A día de hoy los nichos del primer cuerpo están ocupados por imágenes de San Francisco Javier (1,6 metros) y San Ignacio de Loyola (1,6 metros), hallándose en el segundo cuerpo imágenes de  San Francisco de Asís (1,3 metros), Santa Eufemia (0,87 metros) y San Luis de Tolosa (1,3 metros), mientras que en el ático destaca un relieve de Cristo resucitado (1 metro) coronado por un medallón con una cruz. La imagen principal es una elaborada talla de Cristo crucificado, atribuida a José Ferreiro y única imagen original del retablo, si bien las figuras de San Francisco de Asís y San Luis de Tolosa podrían ser también parte original de la estructura, siendo el resto colocadas con total seguridad tras el traslado.: 432 
De acuerdo con Evaristo Rivera Vázquez, tanto San Francisco Javier como San Ignacio de Loyola reproducen el «clásico estilo castellano», siendo la imagen titular la de más calidad de todo el conjunto. Se cree que las tallas del primer cuerpo se elaboraron siguiendo fielmente los modelos de Gregorio Fernández presentes en las piezas análogas de la Iglesia de San Miguel de Valladolid ya que son muy similares a estas en cuanto a fisionomía y pose, luciendo cada una sus correspondientes atributos (San Francisco Javier una cruz y San Ignacio de Loyola un corazón flamígero, si bien la posición de las manos evidencia la falta de otros atributos). Por su parte, las tallas de San Francisco de Asís, Santa Eufemia y San Luis de Tolosa son de excelente factura y se encuadran en el barroco, aunque la de la patrona presenta una calidad ligeramente inferior en comparación con las otras dos.: 432 

#### Retablo de Nuestra Señora del Perpetuo Socorro
El retablo, con un estado de conservación regular debido a la presencia de juntas entre varias tablas agrietadas, se estructura en un basamento conformado por un zócalo de madera adherido al paramento al que se arrima un altar con forma de prisma rectangular en cuyo frontal destaca el anagrama de la Virgen María. Sobre dos pares de prominentes pilastras corintias estriadas en vertical y marmoleadas se halla un entablamento quebrado en la sección central cuyas cornisas se elevan hasta formar dos volutas que sirven para enmarcar una concha de vieira rematada con una cruz. De estructura poco habitual, cobija en su interior una franja de madera con motivos ornamentales geométricos del mismo tipo que los presentes en el marco que lo cerca, destacando en el fondo un vistoso tapizado en terciopelo rojo presidido por un cuadro de Nuestra Señora del Perpetuo Socorro de 0,50 × 0,40 metros en un rico marco dorado plagado de figuras fitomórficas.: 442 
La policromía es en su mayor parte a base de tonos ocre con vetas, si bien algunas áreas sobresalen por contar con elementos geométricos o vegetales pintados, destacando a su vez motivos dorados en relieve tales como molduras y figuras fitomórficas. Sobre el altar, encima de un pedestal escalonado en cuyo frente se halla el sagrario, se ubica una talla de San Pedro (0,90 metros): 91  de pésima calidad, mientras que a los lados se disponen a la izquierda San Blas (0,80 metros) y a la derecha San Tarsicio (0,77 metros). San Pedro es representado con barba y descalzo sujetando un libro y una llave, mientras que San Blas luce su habitual indumentaria episcopal y porta un libro, careciendo de sus atributos más frecuentes, como una mano cerca del cuello por ser patrono de los enfermos de garganta, si bien en esta zona exhibe una marca rojiza similar a una herida, elemento que permite una identificación segura, constatada además por la presencia de la imagen en la parroquia desde la primera mitad del siglo xx según un registro de 1939. Por su parte, San Tarsicio aparece representado como un joven que trata de ocultar la Eucaristía con un paño que aferra contra su pecho, siendo probable que la figura proceda de los talleres de Olot. La presencia de estas tres imágenes juntas pese a su nula relación iconográfica en un retablo dedicado a la Virgen del Perpetuo Socorro, advocación con la que tampoco guardan vínculo alguno, evidencia que las mismas proceden de otro u otros emplazamientos, estando el retablo fechado en el siglo xix dado su marcado eclecticismo.: 442–443 

#### Retablo del Inmaculado Corazón
El retablo, de planta lineal, consta de basamento, predela, un cuerpo de una sola calle y ático. Pese a poseer una estructura tripartita (sobre todo el ático, con un relieve central enmarcado por dos pilares corintios exentos), los espacios presentes a ambos lados de la sección central del cuerpo, decorado con un nicho de medio punto, no pueden considerarse calles puesto que varios elementos, como dos pequeñas ménsulas amén de varias referencias orales, coinciden en apuntar que estas áreas contaban con columnas exentas que casi con toda probabilidad se corresponden con dos pilares salomónicos hoy almacenados en las tribunas del templo. El basamento alberga un frontal de madera de 2,45 metros ornamentado con flores pintadas, si ben el resto del retablo, dorado casi en su totalidad, se encuentra plagado de follaje muy similar a hojas de acanto y de sartas de frutas de enorme plasticidad. Del mismo modo, dos cabezas en alto relieve (casi bulto redondo) de querubines rematan las dos franjas que flanquean la hornacina, hallándose en los extremos del ático dos putti de cuerpo entero y bulto redondo y a modo de coronamiento del retablo una concha de vieira entre dos urnas flamígeras.: 434 
Los motivos ornamentales de frutas y follaje, los pilares salomónicos y la estructura de cuerpo único rematado por un ático semicircular sitúan la obra dentro de las directrices impuestas por Domingo Antonio de Andrade, dominantes a finales del siglo xvii,: 206–208  si bien la pieza sufrió mutilaciones en los laterales y, tal vez, en el área comprendida entre el cuerpo y el ático, evidenciado esto por estar ambos elementos mal ensamblados. Estas modificaciones fueron casi con toda seguridad acometidas para que el retablo encajase en su actual ubicación, lo cual dificulta el conocimiento de su estructura original y, por consiguiente, su datación, aunque sí se sabe que estas alteraciones se ejecutaron a finales del siglo xix puesto que en los registros consta en el periodo 1897-1900 la «colocación y arreglo de los altares pequeños á los lados del mayor».: 434 
En la zona central del ático destaca un medallón con un medio relieve de 0,75 metros de San Estanislao,: 193  quien sujeta al Niño Jesús aunque carece del lirio característico de su iconografía,: 458  mientras que el nicho del cuerpo cobija una imagen de 1,35 metros del Inmaculado Corazón, obra que por su estilo data de una fecha muy posterior a la del retablo, hecho corroborado por el relieve de San Estanislao, totalmente ajeno a la temática mariana además de prueba indudable de que la pieza fue comisionada por la Compañía de Jesús.: 435  La devoción al Inmaculado Corazón de María fue implantada en el templo por los propios jesuitas; se conoce que en 1863 se ofició alguna misa en honor a esta advocación, si bien la imagen que se conserva, en cuya base figura la leyenda «Inmaculado Corazón de María de la Visita Domiciliaria», data probablemente de la primera mitad del siglo xx,: 90  constando en un registro del Archivo Histórico Diocesano de Orense que en 1923 se pagó la «peana del Corazón de María».: 435  Cabe destacar que en el inventario realizado en 1983 se habla del «retablo de S. Estanislao con relieve del santo», no haciéndose ninguna referencia ni a la imagen del Inmaculado Corazón ni a ninguna otra,: 193  de lo cual se deduce que para ese entonces no solo no se hallaba en el retablo sino que el nicho estaba vacío, desconociéndose la procedencia de la imagen mariana. 

#### Retablo del Sagrado Corazón
El retablo consiste realmente en una mesa de altar con forma de prisma rectangular en cuya parte posterior se ubica una estructura escalonada con una peana en el centro. La decoración es escasa y se reduce a franjas de ovas y dardos, todo ello en madera. En los extremos del frontal destacan dos ángeles en alto relieve mientras que en el centro, hoy día oculto por un lampadario electrónico, se halla un relieve compuesto por un corazón flamígero rodeado de una corona de espinas, símbolo del Sagrado Corazón de Jesús.: 450  Por último, destaca un añadido realizado en 2024 el cual consiste en un panel rojo con estampado floral perfilado por un marco de madera rematado por un frontón triangular en el que figura un resplandor tallado.
En cuanto a la imaginería, solo hay una figura: el Sagrado Corazón, efigie de 2 metros que guarda consonancia con el relieve del altar. De acuerdo con el inventario de 1983, esta talla de madera, de excelente calidad, fue realizada por José Núñez en 1928,: 193  si bien es probable que esta imagen sea el reemplazo de una anterior puesto que esta advocación fue extendida por los jesuitas a lo largo y ancho de España en el siglo xviii, siendo una de sus iconografías predilectas,: 350–351  pese a lo cual por entonces en Galicia solo había congregaciones dedicadas a esta advocación en Pontevedra y Vigo. Por su parte, el retablo resulta muy difícil de fechar dada su simpleza, aunque es posible que fuese creado ex profeso para la imagen.: 450 
Cabe destacar el hecho de que el obispo de Orense Florencio Cerviño González bendijo en junio de 1929 una imagen del Sagrado Corazón realizada por Núñez; pese a que en principio se podría pensar que se trata de la talla conservada en Santa Eufemia, un fotograbado de la misma permite descartar con total seguridad que se trate de esta, permaneciendo dicha imagen hoy día en paradero desconocido.

#### Retablo de la Inmaculada Concepción
El retablo, de planta quebrada, se compone de un basamento con un altar de traza sinuosa, predela, un cuerpo con tres calles y ático de perfil triangular. La estructura posee cuatro columnas abombadas de orden compuesto en el cuerpo y otras dos de idénticas características aunque menor tamaño en el ático, el cual cuenta con dos aletones rematados por volutas que sirven de unión con el cuerpo del retablo. Las calles laterales se hallan retrasadas con respecto a la central, lo que provoca que el entablamento se quiebre, aunque dejando patente una disposición marcadamente horizontal. La obra se halla policromada con tonalidades en blanco, azul y dorado típicas del gusto rococó, destacando entre los ornamentos, mucho menos plásticos y abundantes que en el barroco, molduras, rocalla, motivos con forma de riñón, dos grandes conchas de vieira y, en términos generales, diseños que constituyen reminiscencias del barroco de placas aunque más estilizados y esbeltos, sin apenas resalte.: 437  Teniendo en cuenta tanto la policromía como la decoración, el retablo se encuadra en el rococó,: 206–208  aunque su simpleza ornamental lo enlaza con el neoclasicismo, circunstancia que induce a situar su factura en el último tercio del siglo xviii.: 437 
En lo que atañe a la imaginería, en el cuerpo se ubican imágenes de Santa Lucía, la Inmaculada Concepción y Santa Cecilia, todas ellas fechadas probablemente en la primera mitad del siglo xx, siendo la talla mariana, de 1,40 metros y cobijada en un nicho avenerado, la única de la que se conoce la autoría ya que en la imagen, de excelente factura, figura la firma «Font». Por su parte, las imágenes de las santas, ambas de 1 metro, aparecen representadas cada una con la palma del martirio además de con sus respectivos elementos iconográficos: Santa Lucía con un cuenco en el que aparecen dos ojos por ser patrona de los enfermos de la vista, y Santa Cecilia con un arpa por ser patrona de los músicos.: 437 
Respecto al ático, este alberga un nicho idéntico al del cuerpo aunque de menor tamaño coronado por un medallón circundado por rayos y presidido por una imagen del Espíritu Santo bajo forma de paloma.: 437  El nicho lo preside una talla de madera del Niño Jesús de Praga de 0,70 metros; esta imagen es una talla lígnea de vestir que de acuerdo con el inventario de 1983 fue elaborada en el siglo xx,: 193  probablemente en las dos primeras décadas de la centuria puesto que en un libro de fábrica consta el pago de su peana en 1917. Por otro lado, dicho inventario sitúa la factura de la Inmaculada Concepción también en el siglo xx; en base al estilo de la imagen y por la presencia de esta advocación en la imaginería de la iglesia en la década de 1950,: 90–91  podría afirmarse que la pieza data de la primera mitad del siglo, circunstancia extrapolable a las imágenes de Santa Lucía y Santa Cecilia por poseer un estilo similar,: 438  procediendo al menos la figura de Santa Cecilia de los talleres de Olot.

#### Retablo de la Dolorosa
El retablo, de planta poligonal y notablemente inclinado a la derecha, se compone de un basamento conformado por un zócalo de madera adherido al paramento de la nave y un altar de traza sinuosa sobre el que se halla una predela, la cual soporta un cuerpo y un ático distribuidos en tres calles. Flanqueando la sección central, de prominente planta y altura, se disponen dos pares de estípites superpuestos, hallándose igual número de soportes balaustrados delimitando el retablo en los laterales. En lo referente a la decoración, destacan espejos, rocalla, formas en S y relieves con forma de riñón, siendo la policromía a base de marmoleados imitando piedra noble a los que se superponen el dorado de los motivos ornamentales y las molduras.: 440  Tanto el empleo de estípites, de gran profusión en la retablística gallega de mediados del siglo xviii, como la policromía a partir de vetas, la decoración rococó y la estabilidad horizontal del cornisamento,: 218  hace suponer que la obra data del último tercio del siglo xviii.: 440  
Respecto a la imaginería, en el nicho central, presidiendo el retablo, se ubica una talla de medio cuerpo de 0,70 metros de la Dolorosa fechada en el siglo xviii y de excelente factura.: 193  Sobre esta talla, en el ático, coronado por un medallón compuesto por una imagen del Espíritu Santo bajo forma de paloma en medio de un resplandor y rodeada de nubes, se sitúa un lienzo de 1,18 metros de Cristo crucificado de escaso valor artístico flanqueado a la izquierda por una imagen de San Ramón Nonato (0,35 metros) y a la derecha por una figura de San Pancracio (0,35 metros); San Ramón, vestido con roquete y muceta sobre hábito mercedario, sujeta una custodia mientras que San Pancracio, quien cuenta en el pedestal con una cartela que lo identifica, exhibe tres de sus iconos más conocidos: se muestra joven, luce túnica larga hasta las rodillas, y sujeta un libro con la leyenda «Venite ad me et ego davo vobis Omnia bono» («Venid a mí y os daré todos los bienes»),: 440–441  texto que de acuerdo con Juan Ferrando Roig procede de la historia de José en Egipto y se atribuyó al mártir en época moderna.: 216 
Por su parte, la Dolorosa cuenta a los lados con las tallas de Santa Rita (0,63 metros) a la izquierda, representada con la característica herida sangrante en la frente, y San Estanislao (0,78 metros) a la derecha,: 440  esta última de dudosa identificación ya que carece de elementos que permitan un reconocimiento certero. Para mayor confusión, Hernández Figueiredo y González Cougil registraron la existencia en la década de 1950 de una imagen de San Estanislao sin dar más detalles,: 91  quedando la duda de si se referían a la talla del retablo de la Dolorosa o al relieve presente en el ático del retablo del Inmaculado Corazón, el cual aparece consignado en el inventario de 1983,: 193  siendo esta última opción la más plausible. A mayores, es muy probable que la supuesta imagen de San Estanislao, al igual que varias de las otras, no ocupase inicialmente el retablo ya que es demasiado alta, al punto de que no cabe en el nicho que ocupa. Por último, sobre el altar se dispone una talla de San Nicolás (0,61 metros), quien luce atuendo de obispo y su atributo más famoso: tres infantes emergiendo de un saladero, si bien dos de ellos y la cabeza del tercero ya no se conservan.: 440–441 

#### Retablo de la Sagrada Familia
Compuesto por un nicho apoyado sobre una predela y un basamento, esta última parte adquiere un perfil sinuoso sobre el que se halla la predela, esta de perfil lineal, disponiéndose encima un nicho de grandes dimensiones en forma de arco ojival coronado por un gablete con pilares en los extremos rematados a su vez con pináculos. En la predela destaca por su altura un sagrario de remate triangular, sobresaliendo a ambos lados una serie de elaborados arcos conopiales de pequeño tamaño, lo que hace que la pieza, de planta lineal, se encuadre en el estilo neogótico, fuertemente impulsado por el Concilio Vaticano I en 1869.: 438  
En lo relativo a la policromía, destacan tonos ocres y dorados con ornamentación de evidente evocación gótica de diferente color en el fondo del nicho y en otras áreas; estas pinturas, junto con las de la predela, podrían ser obra de Ramón Parada Justel, quien en la última década del siglo xix ejecutó en Orense decoración pictórica «para fondo de retablos»,: 438  entre ellos «uno colateral de Santa Eufemia»,: 248  conservándose un registro en un libro de fábrica donde consta el arreglo de «la tarima del altar de la Sda. Familia» en 1936, circunstancia que prueba la existencia del retablo con anterioridad a esta fecha.: 439 
En cuanto a las tres imágenes que lo adornan, estas representan a la Sagrada Familia: la Virgen María y San José (ambas de 2 metros) acompañados por el Niño Jesús (0,70 metros). Las tres están realizadas en madera (las imágenes de los progenitores son de talla completa y la del infante de vestir) y datan del siglo xx de acuerdo con el inventario de 1983,: 193  si bien es muy probable que todas ellas sean anteriores a 1917 ya que en el libro de fábrica de dicho año figura un ingreso «por cambio de cera a la Sda. Familia».: 439  Cabe destacar que estas imágenes eran dispuestas anteriormente en época navideña en el presbiterio para escenificar el nacimiento de Jesús, si bien el templo cuenta desde hace décadas con un belén en exposición permanente que, de acuerdo con la Asociación de Belenistas de Orense, procede de los talleres de Olot.: 425 

### Imaginería
En la sección superior de los dos primeros tramos de ambas naves, ocupados en el área inferior por monumentales confesionarios, destacan un total de ocho imágenes que pese a carecer de retablos (se disponen sobre ménsulas pétreas) y tener escaso valor artístico, poseen cierto interés histórico ya que casi todas llegaron entre finales del siglo xix y principios del xx.
| Título                   | Autor y año                                                | Ubicación                                                     | Estilo, material y dimensiones           | Comentario | Imagen |
| ------------------------ | ---------------------------------------------------------- | ------------------------------------------------------------- | ---------------------------------------- | --- | ------ |
| Virgen del Carmen.       | Anónimo (1940-1960).                                       | Zona central del primer tramo de la nave del evangelio.       | Ecléctico. Madera. 1,70 metros.          | La Virgen figura de pie sosteniendo a su hijo con el brazo izquierdo y portando dos escapularios con el derecho. De acuerdo con el inventario de 1983,: 193 la imagen fue creada en el siglo xx, pero por sus características y por la presencia de esta advocación entre las imágenes del templo en la década de 1950, se puede situar su factura entre 1940 y 1960.: 90 |        |
| Virgen de Fátima.        | Anónimo (segundo cuarto del siglo xx).                     | Zona central del primer tramo de la nave de la epístola.      | Ecléctico. Pasta de madera. 1,80 metros. | La figura muestra la típica iconografía de esta devoción mariana: ropajes de color claro, manos juntas en actitud orante, corona y rosario. Se sabe que una imagen bajo esta advocación se encontraba ya en la iglesia en la década de 1950,: 91 siendo muy probable que dicha imagen se corresponda con la actual. |        |
| San Roque.               | Talleres de Olot (c. 1899).                                | Lateral izquierdo del segundo tramo de la nave del evangelio. | Ecléctico. Madera. 1,30 metros.          | Aparece ataviado con prendas de peregrino y portando un bordón y una calabaza. Luce conchas de vieira en el sombrero y la esclavina por contaminación con la iconografía jacobea, si bien el gesto de levantarse el sayo para mostrar la herida de la pierna y el perro mordiendo un mendrugo de pan lo identifican sin lugar a dudas como el peregrino francés. Hay constancia de que la imagen fue comprada por catálogo a uno de los talleres de Olot ya que en el Archivo Histórico Diocesano de Orense se conserva un libro de actas de la cofradía relativo al periodo 1854-1899 donde figura anotado «[...]reda y Compañía de Olot», constando así mismo información sobre la adquisición de la pieza en las cuentas fiscales de la cofradía correspondientes al mes de mayo de 1899.: 447–448 |        |
| Santa Teresa de Lisieux. | Posiblemente los talleres de Olot (finales del siglo xix). | Lateral derecho del segundo tramo de la nave de la epístola.  | Ecléctico. Pasta de madera. 0,90 metros. | Luce hábito carmelita y porta los dos elementos propios de su iconografía: un crucifijo y varias rosas. Encuadrada en el denominado «arte de San Sulpicio» y en un estado de conservación regular a causa de varias pérdidas cromáticas, no figura en el inventario de 1983,: 193 aunque se cree que debía de hallarse en el templo para 1898 puesto que en el libro de fábrica de ese año consta la siguiente anotación: «A los que llevaron la imagen de Santa Teresa en la procesión».: 446 |        |
| Santa Gema.              | Anónimo (década de 1940).                                  | Zona central del segundo tramo de la nave del evangelio.      | Ecléctico. Pasta de madera. 1,60 metros. | Un epígrafe en la base identifica la imagen, ya de por sí reconocible por la vestimenta y la fisionomía. Se presume que la figura ya se encontraba en la iglesia en la década de 1950,: 90 por lo que debió elaborarse en los años 1940.: 448 |        |
| San Pascual Bailón.      | Anónimo (segundo tercio del siglo xx).                     | Zona central del segundo tramo de la nave de la epístola.     | Ecléctico. Pasta de madera. 2,30 metros. | Viste hábito franciscano y mira en pleno éxtasis una custodia situada en lo alto de una columna de nubes en alusión al episodio en el que un ángel descendió de los cielos para presentarle la Sagrada Hostia en un ostensorio.: 35–36 |        |
| San Benito.              | Anónimo (siglo xix).                                       | Lateral derecho del segundo tramo de la nave del evangelio.   | Ecléctico. Madera. 1 metro.              | Imagen de vestir, el santo es representado imberbe y ataviado con túnica marrón bajo la que se aprecia tela de color negro, portando por encima una capa también negra de amplias mangas que podría constituir una reminiscencia del hábito benedictino. En la mano derecha exhibe un libro mientras que con la izquierda aferra un báculo, muy probablemente representaciones del libro de la orden y el bastón abacial, ambos elementos identificativos del santo.: 59 Pese a que en el inventario de 1983 consta la existencia de una imagen barroca de San Benito,: 193 se cree que esta data del siglo xix.: 449 |        |
| San Antonio de Padua.    | Anónimo (probablemente el primer cuarto del siglo xx).     | Lareal izquierdo del segundo tramo de la nave de la epístola. | Ecléctico. Pasta de madera. 1,40 metros. | Luce hábito franciscano y tonsura. Porta un libro y un lirio en la mano derecha y al Niño Jesús en la izquierda, los tres elementos inconfundibles de su iconografía. La iglesia ya debía contar con esta imagen a comienzos del siglo xx puesto que en un libro de fábrica de la época se menciona el «culto a S. Antonio» además de fecharse su peto en 1911 y su altar en 1912.: 444 |        |

## Legado
La expulsión de los jesuitas antes de la finalización del templo y sus posteriores vicisitudes explican la escasez y baja calidad del mobiliario conservado. Puesto que antes de su partida la orden contaba con varios altares provisionales, se cree que estos debieron ser saqueados, destruidos o repartidos por diferentes puntos geográficos tras la invasión francesa en el marco de la guerra de la Independencia Española y debido también al paso de otras instituciones, como el seminario, cuya sede fue ocupada por los franceses. Tanto la imagen de San Francisco Javier como la de San Ignacio de Loyola son ciertamente de época jesuítica a la vez que la Dolorosa y su retablo, junto con el retablo del Inmaculado Corazón, un cuadro de San Juan Francisco Régis y una talla de Cristo crucificado (custodiados ambos en la sacristía), parecen ser igualmente anteriores a la expulsión de la orden.: 453 
La conversión del templo en la Iglesia de Santa Eufemia, hecho acontecido el 27 de mayo de 1770, trajo consigo la incorporación con el paso del tiempo de imágenes y retablos un tanto peculiares en función de las devociones que se iban implantando y de la proclamación de nuevos beatos y santos, destacando el hecho de que algunas piezas, como varias alhajas y la antigua cruz de la Cofradía de Santa Eufemia, fueron trasladadas a la cercana Iglesia de Santo Domingo poco después de la creación de la hermandad en 1842 debido tal vez a que ambas se hallan bajo la advocación de Santa Eufemia, aunque la llegada de bienes muebles se produjo también por cuestiones prácticas o circunstancias coyunturales, como el caso del retablo mayor. Todos los retablos e imágenes del templo destacan, pese a su no muy elevada calidad, por el mero hecho de ser de distintas épocas y, por consiguiente, poseer diferentes estilos, lo que crea una configuración artística que permite relatar la historia de la iglesia con mayor precisión incluso que su arquitectura, conformando a su vez el patrimonio mueble de uno de los templos más importantes de la ciudad.: 453–454 